# 阿阿克斯-阿尔谢特-巴斯卡桑
阿阿克斯-阿尔谢特-巴斯卡桑（法語：Ahaxe-Alciette-Bascassan，法語發音：[a.aks alsjɛt baskasɑ̃]）是法国大西洋比利牛斯省的一个市镇，位于该省西南部，属于巴约讷区。该市镇于1842年由原市镇阿阿克斯（Ahaxe）和阿尔谢特-巴斯卡桑（Alciette-Bascassan）合并而成。

## 地理
阿阿克斯-阿尔谢特-巴斯卡桑（43°9'2"N, 1°9'54"W）面积14.64 平方千米，位于法国新阿基坦大区大西洋比利牛斯省，该省份为法国东南部省份，涵盖了贝阿恩与北巴斯克，西临大西洋比斯開灣，北至朗德省，东北接热尔省，东临上比利牛斯省，南与西班牙接壤。

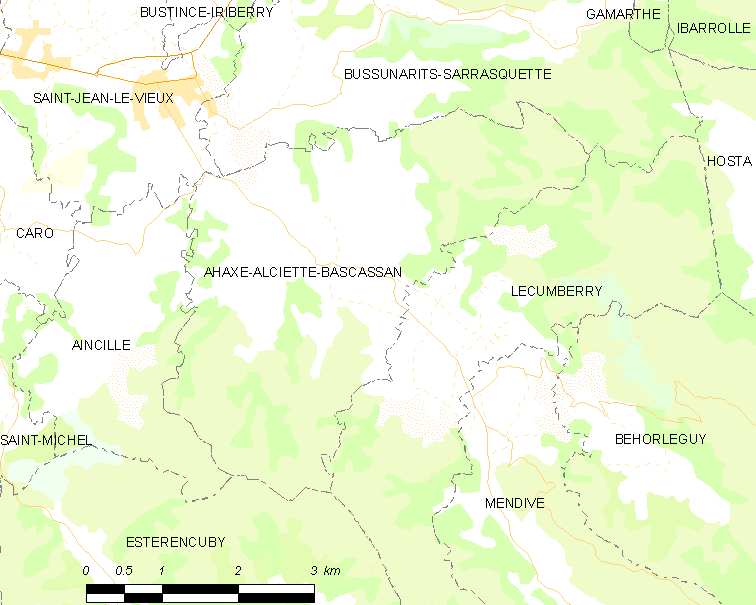
阿阿克斯-阿尔谢特-巴斯卡桑的OSM定位图

与阿阿克斯-阿尔谢特-巴斯卡桑接壤的市镇（或旧市镇、城区）包括：安西勒、比叙纳里茨-萨拉斯凯特、埃斯泰朗叙比、莱昆贝里、旧圣让。
阿阿克斯-阿尔谢特-巴斯卡桑的时区为UTC+01:00、UTC+02:00（夏令时）。

## 行政
阿阿克斯-阿尔谢特-巴斯卡桑的邮政编码为64220，INSEE市镇编码为64008。

## 政治
阿阿克斯-阿尔谢特-巴斯卡桑所属的省级选区为巴斯克山地县。

## 人口
阿阿克斯-阿尔谢特-巴斯卡桑于2022年1月1日时的人口数量为262人。

1962-2008年间阿阿克斯-阿尔谢特-巴斯卡桑人口变化图示